# «Місту-Герою Ленінграду» (обеліск)
«Місту-Герою Ленінграду» (рос. «Городу-Герою Ленинграду») ― обеліск на площі Повстання у Санкт-Петербурзі. Встановлений 12 квітня 1985 року, урочисто відкритий 8 травня 1985 року. Авторами монументу є архітектори В.С. Лук'янов та О.І. Алимов. Бронзові горельєфи виконані колективом скульпторів — А.С. Чаркіним, В.Д. Свєшніковим, Б.А. Петровим та О.О. Виноградовим. Інженерні розрахунки проводилися під керівництвом спеціаліств В.М. Іванова та Б.М. Брудно.
Ленінград вперше був названий «містом-героєм» у Наказі Верховного Головнокомандувача від 1 травня 1945 року. 8 травня 1965 року Президія Верховної Ради СРСР затвердила положення про надання місту Ленінграду звання «Місто-Герой».

## Опис монументу

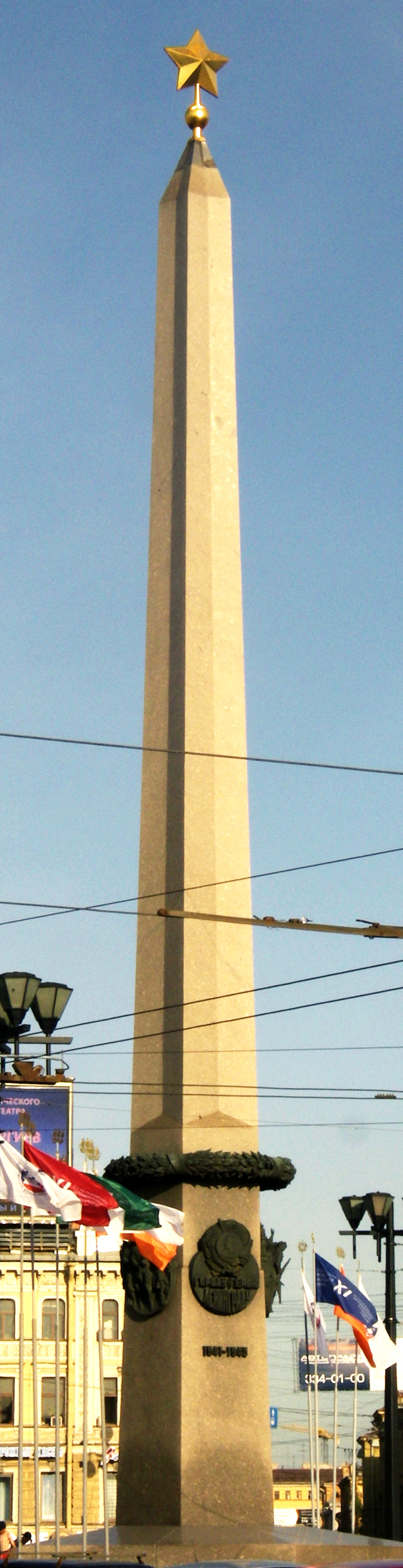

Монумент встановлений у композиційному центрі площі Повстання та завершує основну, парадну частину Невського проспекту. За периметром навколо нього розташовані Московський вокзал, готель «Жовтневий» і станція метро «Площа Повстання». Увесь комплекс споруд утворює єдиний ансамбль, що нагадує про події історії міста у роки німецько-радянської війни.
Обеліск являє собо вертикальний гранітний моноліт загальною висотою 36 м. У нижній частині обеліска встановлено овальні бронзові горельєфи із зображеннями основних моментів оборони Ленінграду: «Блокада», «Тил — фронту», «Атака», «Перемога». На декоративному картуші розміщено Орден Леніна та напис «Місту-Герою Ленінграду» (рос. «Городу-Герою Ленинграду»).
Вище горельєфів на завершенні основи обеліска п'ятигранний моноліт обрамлено бронзовим Вінком Слави. Вершину споруди увінчано «Золотою Зіркою Героя». Тексту Указу Президії Верховної Ради СРСР про вручення місту медалі «Золота Зірка» попри Положення про вищу ступінь нагороди — звання «Місто-Герой» на обеліску розміщено не було.
Це другий за величиною гранітний моноліт у Санкт-Петербурзі після Олександрівської колони на Палацовій площі.

## Історія спорудження
Монумент виконано з граніту, видобутого у кар'єрі «Возрождєніє» неподалік Виборга. 6 листопада 1983 року моноліт вагою 2200 т був відділенний від основної скелі, початкова його обробка була здійснена у самому кар'єрі. Остаточна огранка та полірування були проведені вже у Ленінграді на площі Повстання. 
П'ятигранний монумент складається із кінцевого навершшя, центральної частини заввишки 22,5 м, десятиметрової бази та основи. Загальна висота обеліска становить 36 м, діаметр бази — 3,6 м, ширина основи — 9 м. Вага основної частини складає 360 тонн, а загальна вага монумента з базою та основою — 750 тонн. Діаметр бронзового вінка становить 4,5 м, висота навершшя разом із зіркою — 3,6 м; вага — 2 тонни. Виготовлено на Ленінградському Адміралтейському об'єднанні.
Діаметр зірки, виконаної із нержавіючої сталі, становить 1,8 м.
В основі пам'ятника встановлено більше п'ятидесяти залізобетонних паль.

### Урочисте відкриття
Урочисте відкриття обеліска «Місту-Герою Ленинграду» проходило напередодні дня Перемоги 8 травня 1985 року. На церемонії були присутні представники усіх районів міста, а біля підніжжя обеліска стояла почесна варта, яка доставила прикрашені орденами знамена Ленінграду та Ленінградської області, а також бойові стяги військових частин, які особливо проявили себе у боях Другої світової війни. На честь урочистої події були випущені сувенірні значки, пам'ятна медаль та поштові листівки.
Почесне право відкрити обеліск було надане почесним громадянам міста, серед яких були зокрема директор Ермітажу академік Б.Б. Піотровський, командир Ленінградської військово-морської бази адмірал В.О. Самойлов, Герой Радянського Союзу В.М. Харитонов, двічі Герой Соціалістичної Праці В.С. Чичеров та інші діячі науки, культури і мистецтва. Зведений оркестр Ленінградського військового округу виконав гімн Ленінграда, марші періоду німецько-радянської війни та державний гімн СРСР.
Перед обеліском також урочистим строєм пройшла рота почесної варти та солдати усіх родів військ. Також біля підніжжя обеліска поклали квіти мешканці міста, представники генеральних консульств та військовики армій дружніх країн. Наразі покладення квітів до цього монументу у дні державних свят стало міською традицією.

## Факти

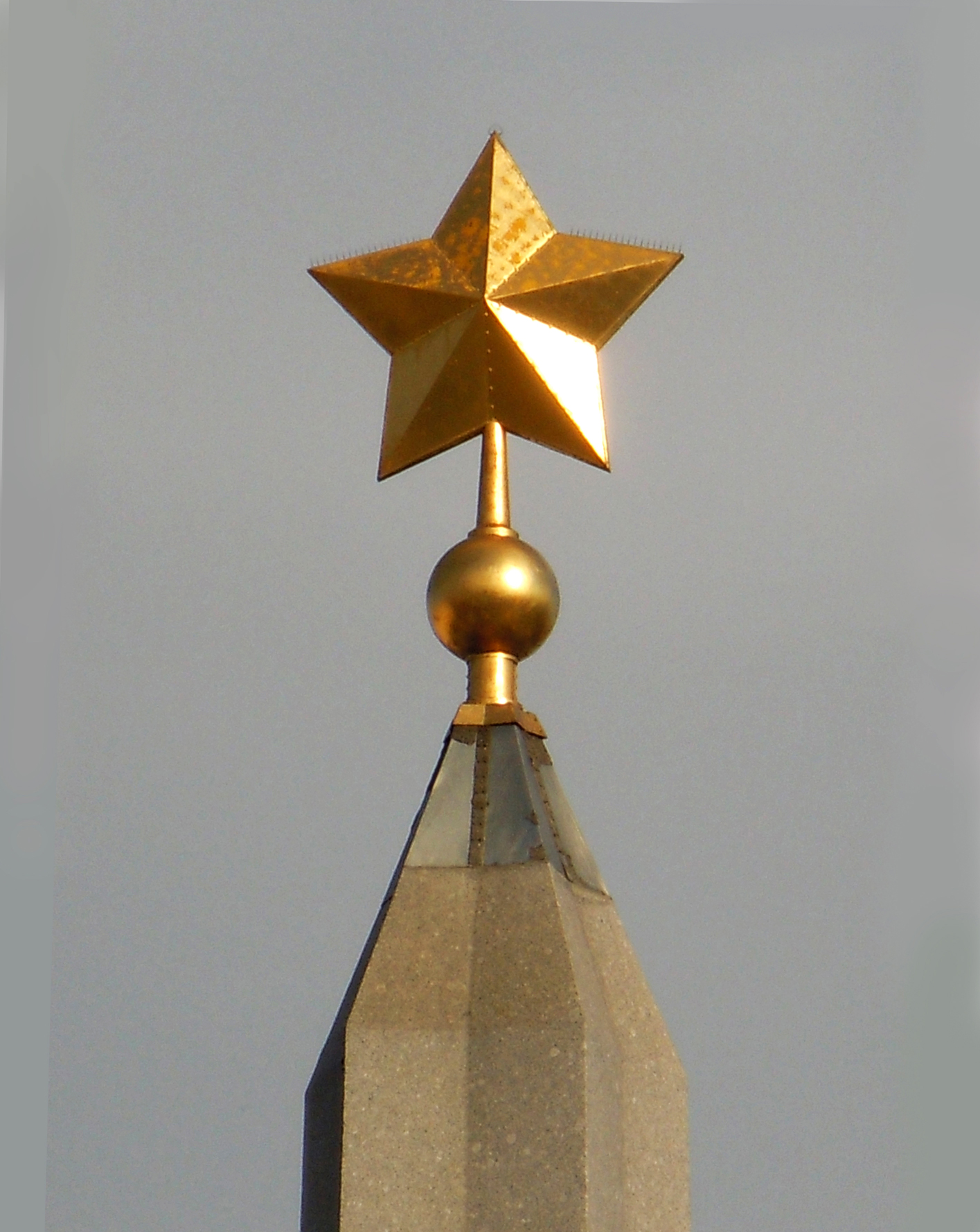
«Зірка» на вершині обеліска

- У творі «Про архітектуру нашого часу», що був опублікований у 1835 році у збірці «Арабески» Микола Гоголь пише наступне:«Місто має складатися із різноманітних мас, якщо ми хочем, щоб він приносим задоволення для поглядів… Хай у ньому буде відно і легко випуклий молочний купол, і релігійний безкінечний шпиц, і східна митра, і плаский італійський дах, і високий фігурний фламандський, і чотиригранна піраміда, і кругла колонна, і кутастий обеліск.»— Н. В. Гоголь, «Об архитектуре нынешнего времени»[21].

- Як писав автор цього пам'ятника, архітектор В.С. Лук'янов, цей вислів письменника певною мірою вплинув і на вибір місця для встановлення монумента, і на композиційно-художнє рішення самого обеліска[11].
- Гранітні блоки, із яких у 1952 році було створено п'єдестал пам'ятника М.А. Римському-Корсакову (архітектор М.А. Шепілевський), були виготовлені із каменів, що раніше входили до постаменту пам'ятника Олександру ІІІ, який стояв на площі Повстання до 1937 року[22]. Через 30 років В.С. Лук'янов, учень Шепілевського, спроєктував для центру цієї площі обеліск «Місту-Герою Ленінграду»[23][24].